# 1662 год в науке
В 1662 году произошли различные научные и технологические события, некоторые из которых представлены ниже.

## Публикации
- Французский математик Пьер Ферма сформулировал в мемуаре «Synthèse pour les réfractions» первый в истории физики вариационный принцип: преломление света на границе разных сред происходит под таким углом, чтобы суммарное время света в пути было минимально; аналогично в случае отражения. Это, провозгласил Ферма, самый общий закон геометрической оптики[1].
- Английский статистик Джон Граунт представил в Лондонское королевское общество свой статистический трактат «Естественные и политические наблюдения над списками умерших» (Natural and Political Observations Made upon the Bills of Mortality) и был избран членом Общества. Граунт показал, что многие статистические характеристики лондонского населения, несмотря на случайные колебания, имеют достаточно устойчивый характер — например, соотношение числа новорождённых мальчиков и девочек редко отклоняется от пропорции 14 к 13, невелики колебания и процента смертности от конкретных случайных причин. Эти данные способствовали дальнейшему развитию демографии. Граунт также дал статистическую оценку численности населения Лондона[2].

## Родились
См. также: Категория:Родившиеся в 1662 году
- 13 декабря — Франческо Бьянкини (умер в 1729 году), итальянский астроном и философ.

## Скончались
См. также: Категория:Умершие в 1662 году
- 22 апреля — Джон Традескант (младший) (род. в 1608 году), английский ботаник[3].
- 19 августа — Блез Паскаль (род. в 1623 году), французский математик, физик, философ[4].